# 罗村镇 (石楼县)
罗村镇，是中华人民共和国山西省吕梁市石楼县下辖的一个乡镇级行政单位。

## 行政区划
罗村镇下辖以下地区：
罗村、曹村、沙窑村、泊河村、楼家庄村、下田庄村、霍阳庄村、潘家沟村、贺家沟村、马家庄村、温家沟村、圪连村、东石羊村、前圪垛村和吴家山村。